# Stockage aval
Les stockages avals, appelés aussi bassins de stockage et de réduction des pollutions, sont des bassins enterrés de retenue d’eau unitaire urbaine. Construits selon le principe des bassins d’orage qui sont normalement destinés à éviter les inondations par débordement du réseau, les stockages avals ont pour but de réduire les déversements d’eau unitaire par les déversoirs d’orage, vers le milieu naturel de surface (rivière, lacs, littoral). Ils sont nommés stockage aval, par opposition aux stockages amonts qui sont une technique alternative de gestion des eaux pluviales, et qui sont construits au plus près des surfaces de collecte, avant rejet vers le réseau d’assainissement. Les stockages aval sont généralement construits au plus proche des eaux de surface qu’ils protègent, d’où l’appellation aval. Ils prennent la forme d’un réservoir, généralement en béton, avec une entrée venant du réseau d’assainissement situé en amont, et une sortie régulée vers l’aval du réseau. Ils sont souvent équipés d’un trop-plein vers le milieu naturel.
Leur efficacité est aujourd’hui remise en question pour ce qui est de la réduction de la pollution du milieu naturel, et il est démontré une meilleure efficacité pour un moindre coût des techniques alternatives de gestion des eaux pluviales urbaines pour résoudre cette problématique.

## Exemples
Dans le cadre du Plan de modernisation de l'assainissement parisien, un premier stockage aval a été construit en 1997 à Paris, le stockage Proudhon sous le parc de Bercy dans le 12ème arrondissement.
Dans la foulée, le SIAAP a construit le Tunnel Ivry Masséna en 2009, et la Ville de Paris construit le stockage Austerlitz dans le cadre du Plan Qualité de l'Eau et Baignade.
À Londres, le « Super égout » Thames Tideway Tunnel (en) est conçu sur le principe du stockage aval pour intercepter les déversements de temps de pluie.